# Acrossocheilus wenchowensis
Acrossocheilus wenchowensis är en fiskart som beskrevs av Wang, 1935. Acrossocheilus wenchowensis ingår i släktet Acrossocheilus och familjen karpfiskar. Inga underarter finns listade i Catalogue of Life.